# Club Sport Marítimo B
O Club Sport Marítimo é um clube de futebol português, sediado no Funchal, capital da Ilha da Madeira, que disputa o Campeonato de Portugal. O presente artigo é sobre a sua Equipa B de Futebol, fundada em 1999, que tem como objetivo formar jogadores para a equipa principal.
De ainda referir que, entre 1999 e 2012, o Marítimo B disputou a II Divisão B (terceiro escalão), passando a partir da época desportiva de 2012/13 até à 2014/15 a disputar a Segunda Liga, tendo descido nesse mesmo ano ao Campeonato de Portugal, onde se manteve até à época de 2024/25 onde a equipa desce para os Campeonatos Distritais.
O Marítimo B é considerado um projeto modelar de sucesso. Para além de ter promovido diversos jogadores para a equipa principal, foram diversos os jogadores que chegaram a clubes históricos do futebol europeu, como foram o caso de Pepe, Danny, Djalma Campos ou, mais recentemente, de Baba Diawara, entre outros.
Em Portugal as equipas B estão sujeitas a algumas regras. Desde logo o Marítimo B não pode participar na Taça de Portugal e na a Taça da Liga, bem como não pode subir à divisão em que a equipa principal se encontra.

## Regras
Antes do final da temporada de futebol 2011/12 em Portugal, sete clubes da Primeira Liga anunciaram o seu interesse em construir uma equipa reserva para preencher as seis vagas disponíveis para competir na Segunda Liga. Desses sete, cinco clubes foram selecionados para participar da competição considerando as sua posição na Primeira Liga 2011/12, assim como o Marítimo, por já terem uma segunda equipa competindo. Assim, no final de maio de 2012, foi anunciado oficialmente que as equipas "B" dos seis clubes da Primeira Liga competiriam na Segunda Liga 2012/13, o que aumentaria o número de times na liga de 16 para 22, bem como aumentaria o número de jogos necessários em uma temporada de 30 para 42 jogos.
A LPFP que organiza os escalões do futebol profissional em Portugal anunciou que para os clubes competirem na Segunda Liga 2012/13 teriam de pagar 50.000 €. Além disso, a LPFP também exigiria que os clubes seguissem novas regras em relação à seleção de jogadores, nas quais cada equipe 'B' deveria ter um elenco de no mínimo 10 jogadores formados na academia do clube, além de ter uma exigência de idade entre 15 e 21 anos de idade, e que tenham sido inscritos na Federação há três épocas desportivas. Cada equipa "B" poderá ter somente 3 jogadores com mais de 23 anos.

## Futebol

### Classificações por época
| Época     | Nível | Divisão                | Classificação                                |
| --------- | ----- | ---------------------- | -------------------------------------------- |
| 2012/2013 | 2     | Segunda Liga           | 16°                                          |
| 2013/2014 | 2     | Segunda Liga           | 21°                                          |
| 2014/2015 | 2     | Segunda Liga           | 23°                                          |
| 2015/2016 | 3     | Campeonato de Portugal | 6° (Série A) 1° Fase de Manutenção (Série A) |
| 2016/2017 | 3     | Campeonato de Portugal | 2º (Série B) 4º Fase de Subida (Zona Norte)  |
| 2017/2018 | 3     | Campeonato de Portugal | 8° (Série C)                                 |

Legenda das cores na pirâmide do futebol português
     1º nível (1ª Divisão / 1ª Liga) 
     2º nível (até 1989/90 como 2ª Divisão Nacional, dividido por zonas, em 1990/91 foi criada a 2ª Liga) 
     3º nível (até 1989/90 como 3ª Divisão Nacional, depois de 1989/90 como 2ª Divisão B/Nacional de Seniores/Campeonato de Portugal)
     4º nível (entre 1989/90 e 2012/2013 como 3ª Divisão, entre 1947/48 e 1989/90 e após 2013/14 como 1ª Divisão Distrital) 
     5º nível
     6º nível
     7º nível
Notas:
- em 2013/14 acabou IIIª Divisão e a primeira competição distrital passou a nível 4

## Plantel
Atualizado em 29 de Janeiro de 2017.